# Frank Riley
Pour les articles homonymes, voir Riley.
Œuvres principales
- They'd Rather Be Right

Frank Wilbert Rhylick, dont les œuvres sont publiées sous le nom Frank Riley, né le 8 juin 1915 à Hibbing dans le Minnesota et décédé le 24 avril 1996, est un romancier et nouvelliste américain de science-fiction.

## Biographie
Frank Riley est surtout connu pour avoir coécrit avec Mark Clifton le roman They'd Rather Be Right, qui a remporté le prix Hugo du meilleur roman 1955. Il était chroniqueur de voyages, éditeur pour le Los Angeles Times et pour le Los Angeles Magazine. Il a également écrit des publicités pour See's Candies, des scénarios, des nouvelles parmi lesquelles les mystères du Père Anton Dymek et il a été animateur d'une émission de radio dans la région de Los Angeles.

## Œuvres

### Romans indépendants
- (en) They'd Rather Be Right, 1954Écrit avec Mark Clifton.